# Tapinauchenius
Tapinauchenius là một chi nhện trong họ Theraphosidae.

## Các loài
Chi này gồm các loài:
- Tapinauchenius brunneus Schmidt, 1995
- Tapinauchenius cupreus Schmidt & Bauer, 1996
- Tapinauchenius elenae Schmidt, 1994
- Tapinauchenius gigas Caporiacco, 1954
- Tapinauchenius latipes L. Koch, 1875
- Tapinauchenius plumipes (C. L. Koch, 1842)
- Tapinauchenius sanctivincenti (Walckenaer, 1837)
- Tapinauchenius subcaeruleus Bauer & Antonelli, 1997
- Tapinauchenius violaceus (Mello-Leitão, 1930)